# 皺眉肌
皺眉肌（Corrugator supercilii muscle）是一塊小、窄、金字塔形的人體肌肉，位於眉毛中間末端，在額肌與眼輪匝肌的下面位置。
皺眉肌在眼瞼及眼窩部分（眼輪匝肌）的中間，起使於眶上脊中間的末端，它的纖維向上通過眶上脊的旁邊，並且在orbital arch的中間的上部，皮膚的深面處插入。
皺眉肌的英文“Corrugator supercilii muscle”是拉丁語，意思是皺起的眉毛。

## 動作
皺眉肌的作用為拉下並靠攏眉毛，在額頭處產生垂直的皺紋。此肌肉所謂“皺眉肌”，因此其動作可視爲受苦、不適、悲傷、強忍痛楚的主要表現。當暴露在強光之下時，皺眉肌也會收縮，以靠攏兩邊眉毛，遮擋並減少進入眼睛的光線。

## 圖片

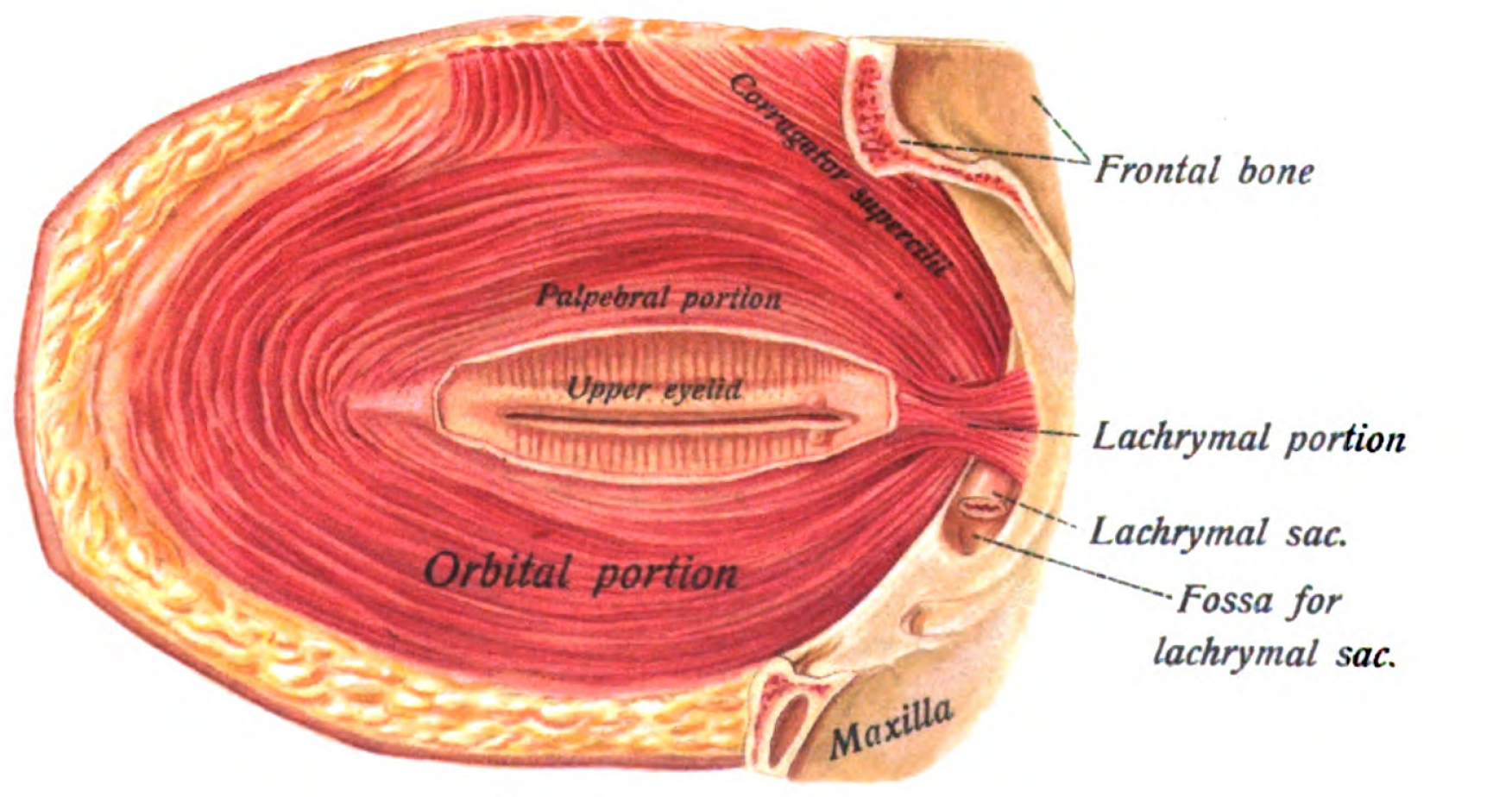
眼睛內部的皺眉肌
皺眉肌的部分(顯示為紅色)
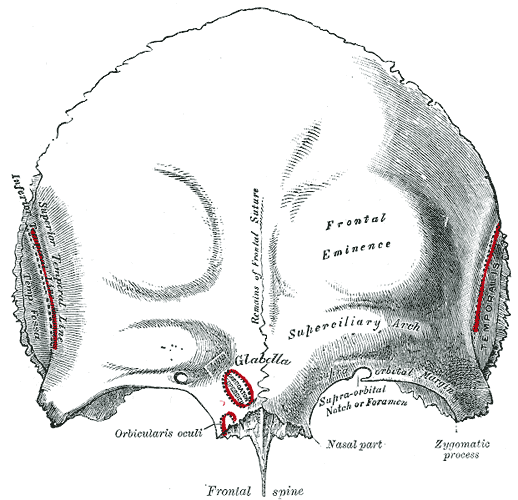
額骨的外視圖
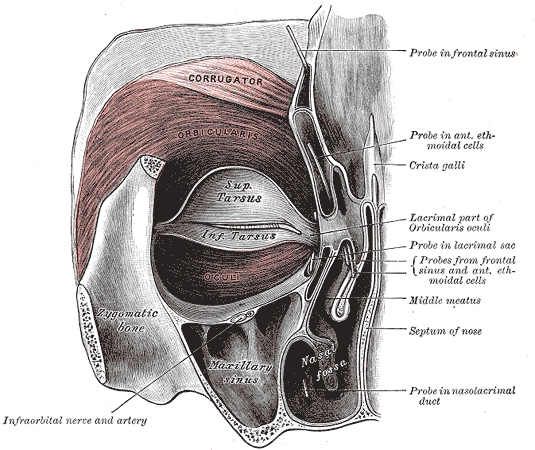
顯示在臉部上端部分的皺眉肌
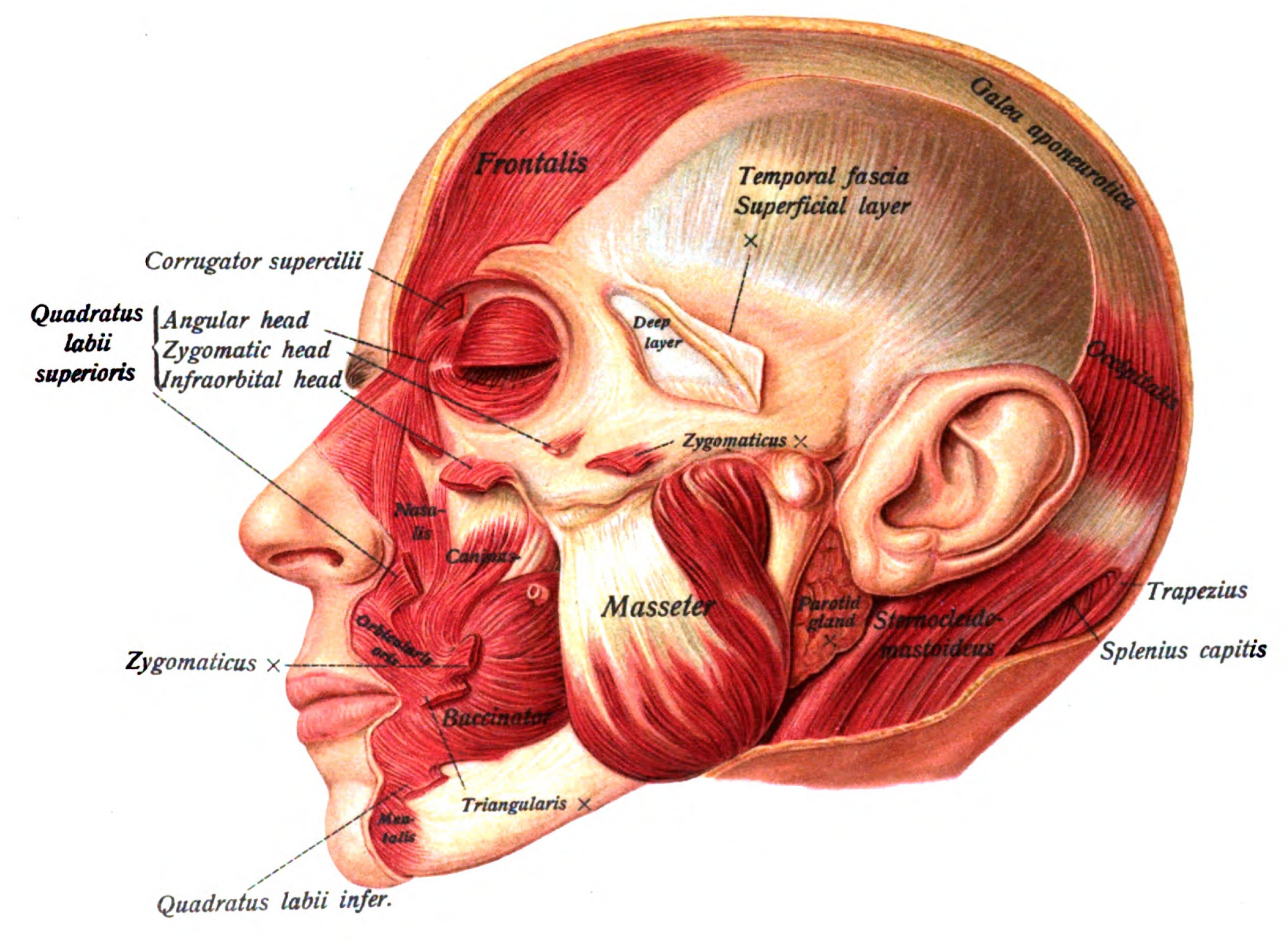
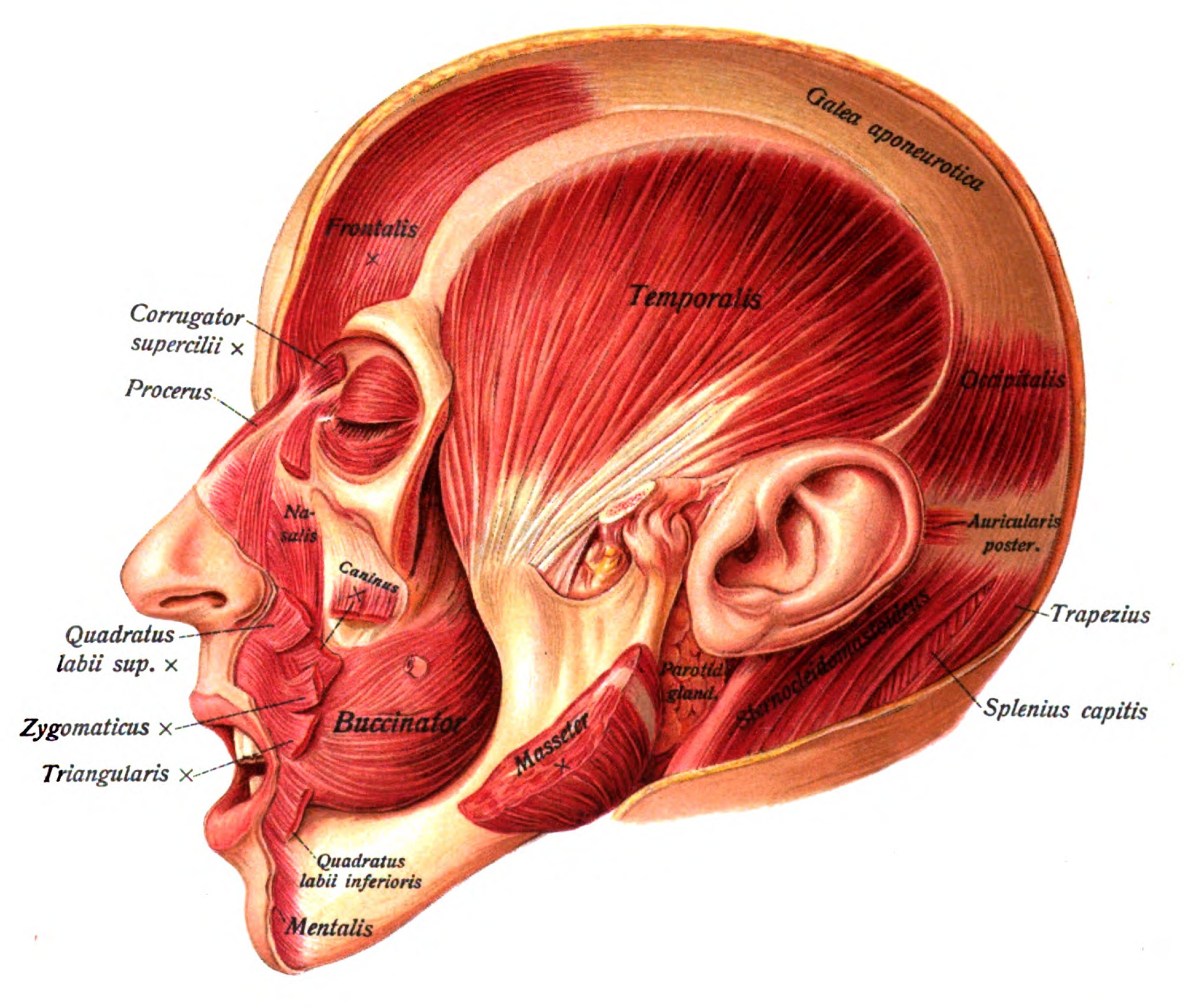
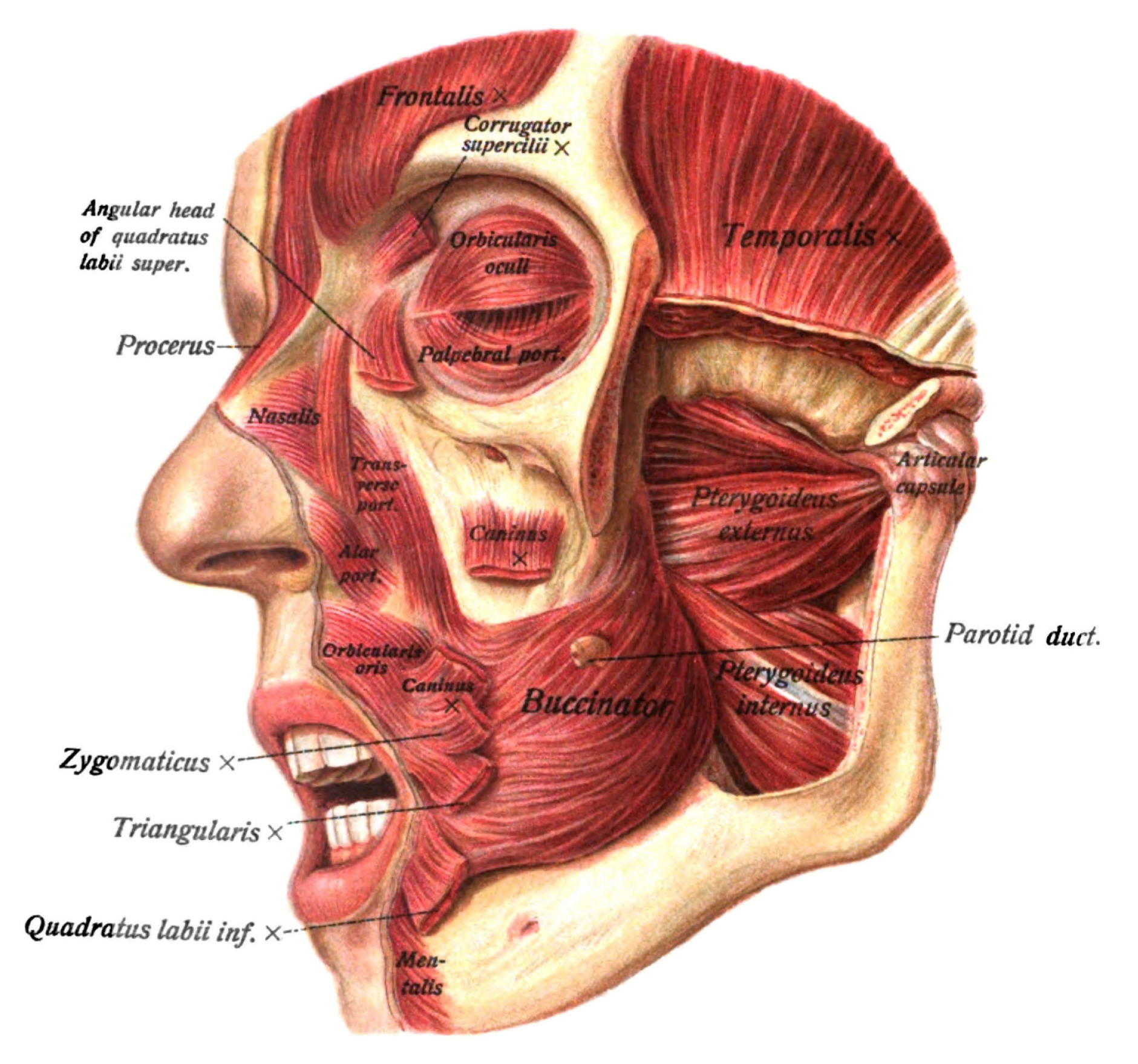

## 外部連結
- 解剖學(Anatomy)-肌肉(muscle)-Muscles of Facial Expression(顏面表情肌) （页面存档备份，存于）
- LUC crr
- -751501235 於 GPnotebook
- eMedicine Dictionary上的Corrugator+supercilii+muscle

本條目包含來自屬於公共領域版本的《格雷氏解剖學》之內容，而其中有些資訊可能已經過時。